# SD娃娃
SD娃娃（スーパードルフィー、Super Dollfie），是日本Volks公司從1998年開始推出的球型關節可動人偶，由圓句昭浩負責開發，Dollfie是他們的註冊商標。Dollfie這個名字是由「Doll」和「Figure」組成，再加上「作為人偶作品中的最高產品」的期望，正式命名為「Super Dollfie」。這些人偶玩具在解剖學細節上的處理比較精確，比例大約為常人的1/3，高約58cm-60cm，mini型SD娃娃則高約43cm，使用聚氨基甲酸乙酯樹脂製作。其主要特色在於可讓玩家自行改裝，因為SD娃娃的眼珠、頭髮、身體關節等部分都是可以分開的，臉部也可以讓玩家自行化妝。但是因為製作材料的關係，被日光直射或經過一段時間等，有可能會有變黃等劣化的情形發生。
1999年2月發表時，在模型雜誌上打廣告、公開客製辦法等等，與其說是娃娃還不如說是以模型的方式來宣傳。販賣量與生產量也相當的少，幾乎是以預約的方式販售。

## 種類
以娃娃的體型來分類的話，大致有以下幾種：
- 標準版＆限定版&自組版
- Super Dollfie 10 (SD10男女)：55~56公分高，簡稱SD10，體型近似10歲的男女；有普通版和限定版和自組版。
- Super Dollfie 13（SD13女)：60公分高，簡稱SD13，體型近似13歲的男女，比ＳＤ10來的纖細；有限定版和自組版。
- Super Dollfie Graffiti boy（SDgr男）：62公分高，體態接近於SD17，但比例近似SD16女；目前有限定版跟自組版；Super Dollfie Graffiti girl（SDgr女）：58公分高，體態接近於SD16女，但比例接近於SD13;目前只有限定販售。
- Super Dollfie 16 boy (SD16男）：62公分高，體態跟比例接近Gr男；目前只有限定販售。
- Super Dollfie 16 girl (SD16女）：62公分高，體態接近gr女，比例接近gr男；目前有期間限定自組跟限定販售。
- Super Dollfie 17 ：約65公分高，簡稱SD17，目前僅有男性，體型與SDGr男接近；目前只有限定販售。
- Super Dollfie Gou ：約65公分高，簡稱SDgou，目前僅有男性，體型與SD17相近，但較為壯碩；目前僅有限定販售。
- Super Dollfie Mini（SDm男女）- 約43公分高，簡稱SDm，體型近似6~7歲的孩童；有普通版和限定版跟自組版。
- SD Cute - 約44公分高，簡稱SDC。體型近似於SD13再縮小一次的尺寸，比MSD還纖細。衣服可與MSD部份共用；假髮可與幼SD共用；目前只有限定販售。
- 幼SD：30公分高，體型近似幼兒；目前只有限定販售。

- 天使系列*

天使系列是VOLKS總店【天使の里・霞中庵】所獨家販售的無性別SD娃娃，背部有埋藏磁鐵，可搭配附屬的翅膀。
一共分三個系列：
- 京天使：身體尺寸和SD相近，有普通版和限定版。
- 子天使：身體尺寸和MSD相近，有普通版和限定版。
- 幼天使：身體尺寸和幼SD相近，目前只有限定販售。

其他還有幾種未發售或非賣品的娃娃：
- 精天使SD：23公分高。體型和幼天使相近，但手腳比幼天使還小；背部的翅膀是固定的。這種娃娃並沒有販售，而是在京都霞中庵的竹內棲鳳記念館中專門用來展示SD的「天使故鄉」中的活動，或是Volks主辦的娃友交流會中的禮品。當選者會隨機拿到「喜怒哀樂」四種頭型中的任何一種，並不能依照喜好挑選。
- 靈天使SD：非賣品。以「你來到這世界以前」的形象製作，是比精天使更小的尺寸。在2007年2月22日及23日舉辦的豪斯登堡感謝祭中公開。
- 母天使SD：未發售，尺寸不明。據說是以「當愛情的結晶在你體內成長時」的形象製作。另外，也可以說是在天使故鄉中展示的「所有SD的母親」的「聖母」。

## 其他
以SD的女孩來說，有可能以改變身體的方式讓她看起來更像成人。單獨販賣的身體的臀圍和腰圍都比較細，如此一來衣服也大概可以繼續穿著。（但是2004年10月以後，販賣商品大幅度的改變，現在已經沒有單賣身體零件了。）
十六歲男孩的體型比十三歲男孩大了一圈，所以衣服幾乎不可以互換。特別是十六歲男孩的胸膛部位比較厚，大概都無法穿著十三歲男孩的衣服。

## 購買方式
SD只有在Volks日本、韓國、美國直營的店鋪、抽選販售會場（Dolpa)、日本雅虎拍賣網站、官方網站上等販售。
- Standard - 目前的尺寸有SD10跟SDM，平時在Volks的店舖和網站上販賣，已經畫好了妝容，附有簡單的睡衣套裝跟頭髮。
- Full Choice System - 從身體、瞳色、髮色到化妝等等都可以自由選擇訂購，並且有特別為自組而訂做的「迎接服」可選購。

日本地區，可於「天使之里」或者日本的直營店舖下單，只能寄送到日本住處跟官方店鋪（2020年開始凡事有註冊GL會員的外國人也可以自組，可是一樣不能寄送海外，只能到店鋪自取）。也有部分頭部零件、限定肌色的零件只在「天使之里」才可訂購，這些零件被稱為「里限定」。北美地區有不定期網上自組，時間為當月的一號到十號，與日本地區不同，無法客製化妝容，也無法購買迎接服，並且只限定於北美地區下單與寄送。
- 限定 - 配合娃場活動發售。與以上不同，限定SD有專屬的衣服，並且只製作一定的數量，但是以他家的個性，如果不是合作版權娃，很愛一直再版熱門娃抽選（很難抽的中）。有時則是透由網上抽選舉辦。

2004年以後，有些限定產品有在限定期限內接受訂購，但是不知道以後還會不會有相同的機會。
- One Off - 以特定的人物為基準特別搭配的娃娃。可能會使用已經不再生產或還在實驗階段的頭部零件，衣服等配件也多半僅此一件。不定期的在「天使的住處」展出，經過一段期間後以拍賣或抽選的方式販賣。
- 受注販售 - 在限定的時間內可以至店舖或者網上以預約的方式購買，限時不限量。有的受注是限定日本國內（里限定）預購；有的則是海外也受理的預約活動（例如2020的夏季限定SD17男の子Williams、Cecile)

其他合作娃娃
- Ian - 因為雜誌的企劃而製作。是以日本漫畫家冬目景的作品「文車館來訪記」中的娃娃為模特兒製作。
- 2003年製作了漫畫「Chobits」中的主人公「唧」的SD，與小說的主人公福澤佑己和其學姐小笠原祥子的SD，為限定販賣之作品。
- 電影「下妻物語」上映期間，以主人公龍龍崎桃子為模特兒的SD以及蘿莉塔服裝成套販賣。因為有限定數量，所以在SD上有流水編號。蘿莉塔服裝由「BABY, THE STAR SHINES BRIGHT」品牌擔任。
- 2005年冬製作了以「薔薇少女」主人公真紅為模特兒的SD。限定數量以抽選方式販賣。
- 2006年冬與服裝品牌「h.NAOTO」合作推出SD Kurumi。限定數量以抽選方式販賣。
- 2007年冬與服裝品牌「BABY, THE STARS SHINE BRIGHT」合作，於豪斯登堡感謝祭中推出Toppi散步Ver.。限定數量以抽選方式販賣。
- 2007年春與服裝品牌「BABY, THE STARS SHINE BRIGHT」合作推出SD Luna。限定數量以抽選方式販賣。
- 2007年春製作了以「薔薇少女」雙子人形蒼星石與翠星石為模特兒的SD。限定數量以DollParty會場限定販售及抽選方式販賣。
- 2007年冬製作了以「薔薇少女」水銀燈與雛苺為模特兒的SD。限定數量以DollParty會場限定販售及抽選方式販賣。
- 2010年夏與服裝品牌「BABY, THE STARS SHINE BRIGHT」合作推出SD Lieselotte 與 Charlotte。限定數量以DollParty會場限定販售及會後抽選方式販賣。
- 2015年與「怪醫黑傑克」漫畫合作推出了間黑男、奇利柯和皮諾可。
- 2018年與「凡爾賽玫瑰」漫畫合作推出了兩個角色奧斯卡和安德烈。
- 2019年底開始與迪士尼合作，推出了「公主系列」SD。首先為長髮樂佩公主。
- 2020年「公主系列」推出了灰姑娘仙杜瑞拉公主。
- 2020年底「公主系列」推出了冰雪奇緣的兩個女角色艾莎和安娜，並且以SD以及DearSD兩種型態販售。
- 2022年與「藍寶石王子」漫畫合作推出了相關SD。
- 2022年與「J·K·羅琳的魔法世界」推出了兩個角色榮恩·衛斯理和妙麗·格蘭傑。

SD娃娃的推出刺激了其他公司，特別是南韓公司。2003年，球型關節可動人偶的公司增加了很多。

## 官方網站
- 美國VOLKS官方網站（页面存档备份，存于）（英文）
- 日本VOLKS官方網站（页面存档备份，存于）（日語）
- 美國VOLKS官方臉書網站（页面存档备份，存于）（英文）
- 日本VOLKS官方臉書網站（页面存档备份，存于）（日語）
- 日本VOLKS官方推特網站（页面存档备份，存于）（日語）
- 日本VOLKS官方INSTAGRAM網站（日語）